# Potoroinae
Potoroinae – monotypowa podrodzina ssaków z rodziny kanguroszczurowatych (Potoroidae).

## Rozmieszczenie geograficzne
Podrodzina obejmuje gatunki występujące endemicznie w Australii.

## Morfologia
Długość ciała (bez ogona) 24,3–41,5 cm, długość ogona 18,3–32,5 cm; masa ciała 0,66–2,2 kg.

## Systematyka
Rodzaj zdefiniował w 1804 roku francuski zoolog Anselme Gaëtan Desmarest w rozdziele poświęcinym tabeli metodycznej ssaków, opublikowanym w publikacji w nowym słowniku historii naturalnej w zastosowaniu do sztuki pod redakcją Jeana-Francois-Pierre’a Detervillego. Gatunkiem typowym jest (oznaczenie monotypowe) kanguroszczur myszaty (P. tridactylus).

### Etymologia
- Potorous (Potorus, Potoroiis, Potoroo, Patoroo): rodzima nazwa Potoroo oznaczająca w Nowej Południowej Walii ‘kanguroszczura’[31].
- Hypsiprymnus (Hypsiprimnus, Hypsirymnus): gr. ὑψιπρυμνος hupsiprumnos ‘o wysokiej rufie”’ (tj. wysoko w tyle; aluzja do nieproporcjonalnego rozwoju ud i tylnych nóg), od ὑψι hupsi ‘na wysokości, wysoki’; πρυμνος prumnos ‘tylna część’[32]. Gatunek typowy (oznaczenie monotypowe): Didelphis potoru F. Meyer, 1793 (= Didelphis tridactyla Kerr, 1792).
- Myorthius: etymologia nieznana, autor nie podał znaczenia nazwy rodzajowej[33]. Gatunek typowy (oryginalne oznaczenie): Didelphis tridactyla Kerr, 1792.
- Potoroops: rodzaj Potoroo Berthold, 1827 (kanguroszczur); gr. ωψ ōps, ωπος ōpos ‘wygląd’[34]. Gatunek typowy (oznaczenie monotypowe): Hypsiprymnus platyops Gould, 1844.
- Rossignolius: Federico „Fred” Rossignoli, australijski poskramniacz zwierząt[23]. Gatunek typowy (oryginalne oznaczenie): Potorous longipes Seebeck & P.G. Johnston, 1980.

### Podział systematyczny
Do podrodziny należy jeden rodzaj z następującymi gatunkami:
| Grafika | Gatunek              | Autor i rok opisu             | Nazwa zwyczajowa          | Podgatunki         | Rozmieszczenie geograficzne | Podstawowe wymiary                            | Status IUCN |
| ------- | -------------------- | ----------------------------- | ------------------------- | ------------------ | --- | --------------------------------------------- | ----------- |
|         | Potorous longipes    | Seebeck & P.G. Johnston, 1980 | kanguroszczur długonogi   | gatunek monotypowy | północno-wschodnia Wiktoria (East Gippsland, góry Barry) i południowo-wschodnia Nowa Południowa Walia (South East Forests National Park i Yambula State Forest); zakres wysokości: 100–1100 m n.p.m.                                                                      | DC: 38–41 cm DO: 31–32 cm MC: 1,6–2,2 kg      | VU          |
|         | Potorous tridactylus | (Kerr, 1792)                  | kanguroszczur myszaty     | 3 podgatunki       | nieregularnie od południowo-wschodniego Queenslandu wzdłuż wybrzeża do południowej Wiktorii, południowo-wschodniej Australii Południowej i Tasmanii, z wieloma wyspami | DC: 26–41 cm DO: 18,9–26 cm MC: 0,7–1,7 kg    | NT          |
|         | Potorous gilbertii   | (J. Gould, 1841)              | kanguroszczur reliktowy   | gatunek monotypowy | południowo-zachodnia Australia Zachodnia (Mount Gardner, Two Peoples Bay Nature Reserve); introdukowany na pobliską wyspę Bald | DC: 29–37 cm DO: 20–24 cm MC: 0,7–1,2 g       | CR          |
|         | Potorous platyops    | (J. Gould, 1844)              | kanguroszczur szerokolicy | gatunek monotypowy | współczesne okazy znane z południowo-zachodniej Australii Zachodniej; szczątki kopalne znalezione na wybrzeżu Australii Zachodniej (od okolic Albany na północ przez Wheatbelt do co najmniej okolic Geraldton) i Australii Południowej (Półwysep Eyre’a i Wyspa Kangura) | DC: 24,3–34 cm DO: 18,3–19 cm MC: brak danych | EX          |

Kategorie IUCN:  NT  – gatunek bliski zagrożenia,  VU  – gatunek narażony,  CR  – gatunek krytycznie zagrożony,  EX  – gatunek wymarły.